# Condado de las Navas de Amores
El Condado de las Navas de Amores fue un título nobiliario español otorgado el 15 de noviembre de 1740 por el rey Felipe V, a favor de Pedro García-Amores y Angulo, con el vizcondado previo de Villarejo.
La última sucesión de la que se tiene constancia, data del 29 de abril de 1863 a favor de Cristóbal Amores y Baltanás. Por consiguiente, y a tenor de lo dispuesto en el Decreto 222/1988, debe considerarse el título como caducado en la actualidad.